# Lisa Zentio
Lisa Johanna Zentio, född Jonsson den 23 mars 2001, är en svensk youtubare och före detta bloggare under namnet Misslisibell. Hon började blogga och göra Youtubeklipp när hon var tio år gammal och blev framför allt spridd och uppmärksammad för sina sminkvideor.
Lisa Zentio har två gånger fällts av Reklamombudsmannens opinionsnämnd för smygreklam i sina videor.
I september 2018 släppte Zentio sin bok Ni vann aldrig, så tog jag mig levande  genom högstadiet och presenterade den på Bokmässan. Boken är självbiografisk och handlar om hennes skoltid då hon blev mobbad.  

## Familj
I juni 2023 gifte hon sig med Carl Zentio, som hon träffade i slutet av 2018, och heter därefter Zentio i efternamn.